# Temirtas Schüssipow
Temirtas Berikowitsch Schüssipow (kasachisch Теміртас Берикович Жүсіпов; russisch Темиртас Берикович Жусупов; englisch Temirtas Berikovich Zhussupov, * 15. Januar 1988 in Chlebny, Aqmola) ist ein kasachischer Boxer.

## Karriere
Temirtas Schüssipow wurde 2013, 2014, 2016, 2017 und 2018 Kasachischer Meister.
Er gewann 2013 überraschend die Asienmeisterschaften in Amman, wobei er Turat Osmonow, Rogen Ladon, Tosho Kashiwazaki und Devendro Singh besiegen konnte. Bei den Asienmeisterschaften 2015 in Bangkok schied er im Viertelfinale gegen den späteren Olympiasieger Hasanboy Doʻsmatov aus.
Bei den Asienspielen 2018 in Jakarta schlug er im Achtelfinale den späteren Weltmeister Tomoya Tsuboi und verlor im Viertelfinale gegen den späteren olympischen Silbermedaillengewinner Carlo Paalam.
2019 schied er im Halbfinale der Asienmeisterschaften in Bangkok kampflos mit einer Bronzemedaille aus, gewann jedoch noch die Goldmedaille bei den Militärweltspielen in Wuhan.
Nach dem Gewinn der Militär-Weltmeisterschaften (CISM) in Moskau nahm er noch an den Weltmeisterschaften 2021 in Belgrad teil. Dort gewann er die WM mit Siegen gegen Omer Ametović aus Serbien (4:1), Nodirjon Mirsachmedow aus Usbekistan (5:0), Jauheni Karmiltschik aus Belarus (5:0) und Wuttichai Yurachai aus Thailand (5:0).

### World Series of Boxing
Von Februar 2014 bis April 2018 boxte Schüssipow für das kasachische Team Astana Arlans in der World Series of Boxing, wo er 19 Kämpfe bestritt und 13 gewann, zwei davon gegen den zweifachen Weltmeister Joahnys Argilagos. Das Team wurde dabei 2015 und 2017 WSB-Meister sowie 2018 Vizemeister.

## Persönliches
Temirtas Schüssipow ist im Dorf Chlebny des Bezirks Sandyktau geboren, wuchs jedoch mit seinen Geschwistern in Tassuat im Bezirk Scharkainsky auf. Seine Mutter arbeitete bis zu ihrer Pensionierung als Köchin, sein Vater ist inzwischen verstorben. Temirtas ist verheiratet und Vater einer Tochter.
Mit dem Boxsport begann er 2004 im Alter von 16 Jahren, 2011 wurde er in das Nationalteam einberufen. Als Sportsoldat trainiert er unter anderem im Zentralen Sportklub des Verteidigungsministeriums. Seine bisherigen Trainer waren Schalel Abilmaschhinov, Kenschebek Kurmanov, Kuanyshbay Kokischev und Myrzagali Aitschanov.